# Рис-Уильямс, Альберт
Альберт Рис-Уильямс (устар. Рис Вильямс; англ. Albert Rhys Williams; 28 сентября 1883, Гринвич, штат Огайо, — 27 февраля 1962, Оссининг, штат Нью-Йорк) — американский публицист и журналист радикально-левых взглядов. Очевидец и участник Октябрьской революции, которую полностью поддержал. Автор книги «Путешествие в революцию. Россия в огне Гражданской войны. 1917—1918».

## Биография
Сын конгрегационалистского проповедника Дэвида Томаса Уильямса и Эстер Рис. Родители Альберта Риса-Уильямса приехали в США из Уэльса. Второй из четверых сыновей в семье. Все его братья также стали проповедниками. В 1900—1904 годах учился в колледже Мариэтта (en:Marietta College) в Огайо. В 1904—1907 годах учился в конгрегационалистской Хартфордской теологической семинарии. Работал в церкви в Нью-Йорке, познакомился с пресвитерианским семинаристом Норманом Томасом, будущим кандидатом от социалистов в президенты США.
Получил стипендию и в 1907—1908 годах продолжил образование в Кембриджском университете и Марбургском университете. Установил связи с деятелями британской Лейбористской партии и другими социалистами. Вернувшись в 1908 году в США, участвовал в предвыборной кампании кандидата от Социалистической партии Америки Юджина Дебса. В 1908—1914 — проповедник в конгрегационалистской церкви в Бостоне. Поддерживал забастовку 1912 года в Лоуренсе, Массачусетс. В это время познакомился с Джоном Ридом.
Перед началом первой мировой войны поехал в Европу, где был корреспондентом журнала Outlook. Был арестован в Бельгии немцами по подозрению в шпионаже в пользу Англии, но через некоторое время освобождён.
По возвращении в Америку Уильямс читал лекции в округе Чатаукуа, а в 1917 году опубликовал книгу «В когтях германского орла» о своём опыте войны. Книгу хорошо приняли читатели, и это побудило его стать писателем. После Февральской революции в России в июне 1917 года он отправился в Петроград в качестве корреспондента одной из нью-йоркских газет. По дороге в Россию познакомился с большевиками В. Володарским, А. Нейбутом, С. Восковым. В июле 1917 выступил с приветствием от американских социалистов на I съезде Советов. В сентябре 1917 выступал перед Центробалтом в Гельсингфорсе. Неоднократно встречался и беседовал с Лениным.
В феврале 1918 организовал интернациональный отряд в поддержку Красной армии. Присутствовал на II и III съездах советов. В 1918 уехал во Владивосток, где застал начало интервенции в Советскую Россию, а затем, едва избежав гибели, вернулся в США. В мае 1918 года, перед отъездом в США, был принят В. И. Лениным, передавшим через него известное письмо «Американским социалистам-интернационалистам» (Полн. собр. соч. Изд. 5-е. Т. 50, с. 86). 
Выступал в поддержку большевиков. Писал книги о Ленине и советской власти. Совет народных комиссаров назначил Уильямса своим первым посланцем в США, однако в июне 1918 года американский консул в Харбине отказал ему во въездной визе.
В сентябре 1918 года он возвратился в Сан-Франциско из Владивостока и по всей стране распространял статьи, направленные против интервенции в Советскую Россию. 
В следующем году он опубликовал два памфлета под заглавием «76 вопросов и ответов о большевиках и Советах» и «Советская Россия и Сибирь», которые продавались миллионными тиражами. Вильямс написал книгу «Ленин: Человек и его работа», которая стала первой биографией Ленина, вышедшей в Америке.
Книга Уильямса «Сквозь русскую революцию» — мемуары о событиях 1917—1918 годов — появилась в 1921 году.
В феврале 1919 года Альберт Рис-Уильямс вместе с Джоном Ридом, Луизой Брайант и Бесси Битти дал показания в пользу большевиков перед комитетом Сената США.
В 1922 году вернулся в Россию и в 1923 году женился на Люсите Сквайр (Lucita Squier). С ней Рис познакомился в 1919 году в Нью-Йорке. Они вместе приехали в Москву, чтобы снять фильм на средства квакеров, чтобы собрать деньги в помощь голодающим.
До 1928 года Уильямс путешествовал по СССР от Архангельска до Кавказа, забирался в самые глухие деревни страны, собирая материалы для книги о крестьянах и наблюдая влияние революции на старинные нравы и обычаи. Истории, родившиеся из его путешествий, были опубликованы в различных американских периодических изданиях, и, в конечном итоге, вылились в книгу «Русская земля», увидевшую свет в 1928 году. 
В 1929 году в семье Уильямса родился сын Рис. Семья переехала в Седар, на остров Ванкувер, Канада, а затем, в 1932 году, в Кармел, штат Калифорния. На протяжении 30-х годов Вильямс продолжал читать лекции и писать о Советском Союзе. Он совершил туда ещё две поездки в 1930 и 1937 годах. В 1940-х годах и позже, в эпоху Сталина, он жил и работал в Седаре или в Оссининге, штат Нью-Йорк.
В последний раз Уильямс приехал в Москву в 1959 году, по приглашению Советского правительства, после того как написал поздравительную статью по поводу запуска в 1957 году спутника. 
Рис умер в феврале 1962 года, оставив последнюю книгу о Советском Союзе незавершённой. Его жена жила и работала вместе с ним сорок лет и помогала ему с этой рукописью. После его смерти она посвятила себя тому, чтобы закончить её. Она три раза ездила в Советский Союз, чтобы проконсультироваться с друзьями и поработать в библиотеках.
Вот как описывают встречу в 1935 году с Рис Вильямсом Илья Ильф и Евгений Петров в книге «Одноэтажная Америка»:
…Альберт Рис Вильямс, американский писатель и друг Джона Рида, совершивший вместе с ним путешествие в Россию во время революции, большой седой человек с молодым лицом и добродушно сощуренными глазами, встретил нас во дворе маленького ветхого дома, который он снимал помесячно. Его домик походил на все американские домики только тем, что там был камин. Всё остальное было уже не похоже. Стояла неожиданная тахта, накрытая ковром, было много книг, на столе лежали брошюры и газеты. Сразу бросалось в глаза — в этом доме читают.

## Киновоплощения
- Бруно Оя (На одной планете, 1965)

## Сочинения
- Путешествие в революцию. Россия в огне Гражданской войны. 1917—1918. (Journey into Revolution: Petrograd, 1917—1918) Перевод с английского Т. Ю. Логачевой. (М.: ЗАО Центрполиграф, 2006. — Свидетели эпохи) Scan, OCR, SpellCheck, Formatting: Zed Exmann, 2009.
- брошюра «Большевики и советы»
- очерк «Ленин — человек и его дело» (1919; рус. пер. 1925; предисловие А. Елизаровой)
- книга «Сквозь русскую революцию» (1921; рус. пер. 1924)
- книга «Народные массы в русской революции»
- очерк о Мавзолее Ленина «Величайшая в мире приемная» (рус. пер. 1932)
- «О Ленине и Октябрьской революции». Пер. с англ. В. Артемова. Предисловие автора перевёл Н. Алипов. Очерк Бориса Полевого «Альберт Рис Вильямс — наш давний друг» (с. 3-25.). — М.: Госполитиздат, 1960. — 287 с., с фотопортретом и фотоилл. (Содержание: Ленин — человек и его дело; Сквозь русскую революцию.)
- «Новая Россия глазами американцев» // Иностранная литература, 1967, № 5
- In the Claws of the German Eagle. 1917.
- Lenin, the Man and His Work. 1919.
- Russia and Siberia. 1919.
- 76 Questions and Answers on the Bolsheviks and the Soviets. 1919.
- Through the Russian Revolution. 1921.
- The Russian Land. 1928.
- The Soviets. 1937.
- The Russians: the Land, the People, and Why They Fight. 1943.
- Journey into Revolution. 1969.